# Gaudenzio di Brescia
Gaudenzio (Brescia, ... – 410) fu vescovo di Brescia dal 387 al 410, viene venerato come santo dalla Chiesa cattolica.
Teologo ed autore di molti scritti, quando morì san Filastrio il popolo di Brescia lo elesse vescovo, contro la sua volontà: per questo si trasferì in Terrasanta.  
Fu consacrato da sant'Ambrogio nel 387.

## Venerazione
I resti di Gaudenzio si trovano in San Giovanni a Brescia, presso il sito del Concilium Sanctorum.
È dipinto spesso su pale d'altare in Brescia, da autori famosi quali il Moretto, Savoldo e il Romanino.
La memoria del santo è fissata al 25 ottobre.